# دبلیو۴۹بی
دبلیو۴۹بی (انگلیسی: W49B) (که با نام SNR G043.3-00.2 یا 3C ۳۹۸ نیز شناخته می‌شود) یک سحابی در وسترهوت ۴۹ (W49) است.
این یک سحابی بازمانده ابرنواختر (SNR) است، احتمالاً از یک ابرنواختر نوع نوع یکم بی یا یکم سی (Ib یا Ic) که حدود ۱٬۰۰۰ سال پیش رخ داده است. ممکن است یک انفجار پرتو گاما ایجاد کرده باشد و گمان می‌رود که یک سیاه‌چاله از خود باقی گذاشته باشد.

## سحابی
دبلیو۴۹بی یک بقایای ابرنواختری (SNR) است که تقریباً ۳۳٬۰۰۰ سال نوری از زمین فاصله دارد.
طول موج‌های رادیویی یک پوسته با عرض چهار دقیقه قوس را نشان می‌دهند. حلقه‌های فروسرخ (به قطر حدود ۲۵ سال نوری) وجود دارد که بشکه‌ای را تشکیل می‌دهند و تابش پرتوهای ایکس شدیدی که از گسیل ممنوعه نیکل و آهن در میله‌ای در امتداد محور آن می‌آیند. دبلیو۴۹بی همچنین یکی از درخشان‌ترین بازمانده ابرنواختر (SNRهای) این کهکشان در طول موج‌های پرتو گاما است
و در طول موج‌های نوری نامرئی است.